# 1974 no jornalismo
Nesta página encontrará referências aos acontecimentos directamente relacionados com o jornalismo ocorridos durante o ano de 1974.

## Nascimentos
| Data           | Nome               | Profissão              | Nacionalidade  | Observações | Ref |
| -------------- | ------------------ | ---------------------- | -------------- | ----------- | --- |
| maio           | João Vasco Almeida | jornalista e escritor  | Portugal       |             |     |
| 10 de novembro | Thalita Rebouças   | jornalista e escritora | Brasil         |             |     |
| ?              | Tom Rachman        | jornalista e escritor  | Estados Unidos |             |     |

## Mortes
| Data | Nome             | Profissão                                 | Nacionalidade | Observações | Ref |
| ---- | ---------------- | ----------------------------------------- | ------------- | ----------- | --- |
| ??   | Berilo Neves     | jornalista e escritor                     | Brasil        | n. 1899     |     |
| ??   | Alexandre Vieira | operário gráfico, jornalista e publicista | Portugal      | n. 1880     |     |